# Universal Orlando Resort
Universal Orlando Resort es un complejo de entretenmiento turístico de parques temáticos y hoteles con sede en Orlando, Florida (Estados Unidos). Es operado por Universal Destinations & Experiences, una filial de NBCUniversal de Comcast. 
Consta de dos parques temáticos (Universal Studios Florida, Universal's Islands of Adventure), un parque acuático (Volcano Bay), un complejo de entretenimiento nocturno con restaurantes, cines y tiendas (Universal CityWalk Orlando), ocho hoteles Loews (Loews Portofino Bay Hotel, Hard Rock Hotel, Loews Royal Pacific Resort, Cabana Bay Beach Resort, Loews Sapphire Falls Resort, Universal's Aventura Hotel, Endless Summer Dockside Inn and Suites y Surfside Inn and Suites) y un parque en construcción (Universal's Epic Universe). También se ofrecen servicios de pase rápido Universal Express, servicios de admisión temprana y eventos especiales durante el año.
A 2018, poseía 541 acres de tierra en total. Es uno de los resorts más visitados del mundo, con una asistencia anual de 21 millones en 2017. Su competidor natural es Walt Disney World Resort, ubicado a solo 15 millas de distancia.
Universal Orlando está localizado al norte del área de International Drive, en una zona que limita con la Interestatal 4 por el sur, State Road 435 por el este, Vineland Road por el norte y Turkey Lake Road por el oeste. Se puede acceder al complejo desde la Interestatal 4 a través de la salida 74B, la cual sale por el este a Universal Boulevard, y por el oeste a Hollywood Way.

## Historia

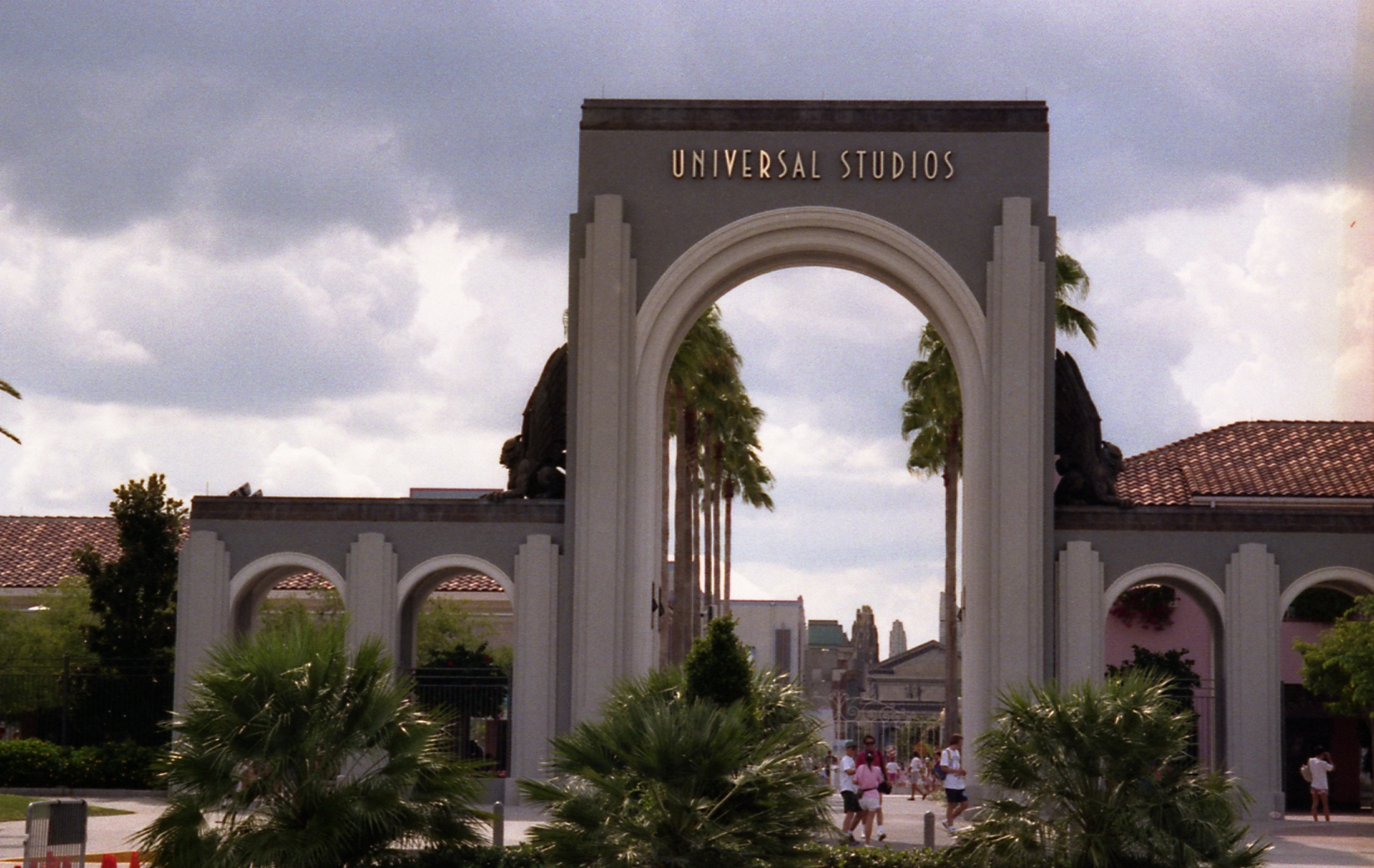
La entrada original al parque, circa 1993.

La primera etapa del actual Universal Orlando abrió el 7 de junio de 1990 cuando se inauguró el parque temático Universal Studios Florida. Este era una empresa conjunta entre Universal Entertainment y The Blackstone Group. El parque era competencia directa del Disney-MGM Studios (ahora llamado Disney's Hollywood Studios).
En 1994, los ejecutivos comenzaron a planificar la expansión del parque para convertirlo en un complejo de destino de vacaciones de varios días. A fines de 1995, comenzó la construcción de un nuevo parque, Islands of Adventure. El Islands of Adventure Preview Center se inauguró en mayo de 1997. Durante este tiempo, se construyeron y abrieron varias atracciones nuevas en Universal Studios Florida, incluida la zona infantil Woody Woodpecker's Kids Zone, que se inauguró en 1998, Men in Black: Alien Attack y Animal Actors On Location! (anteriormente Animal Planet Live). En 1998, Universal adquirió el parque acuático Wet 'n Wild Orlando.
El 28 de mayo de 1999, Universal's Islands of Adventure fue abierta al público en general. Presentaba seis "islas" temáticas, incluido Port of Entry (la entrada), Seuss Landing, The Lost Continent, Jurassic Park, Toon Lagoon, y Marvel Super Hero Island. El parque tuvo en sus inicios una asistencia baja; varias atracciones se cerraron poco después.
Junto con el nuevo parque temático, el complejo también abrió un Universal CityWalk en Florida, similar al que estaba presente en Universal Studios Hollywood. Universal también abrió el primer hotel en el complejo en septiembre de 1999. Loews Portofino Bay Hotel (originalmente Portofino Bay Hotel, un hotel Loews) fue operado y parcialmente propiedad de Loews Hotels, pero también fue parcialmente propiedad de Universal y The Blackstone Group. El conjunto de los dos parques temáticos, CityWalk, y el hotel fue nombrado Universal Studios Escape, sin embargo, el nombre fue cambiado posteriormente a Universal Orlando Resort.
En diciembre de 2000, Hard Rock Hotel abrió como el segundo hotel en Universal Orlando. A pesar de su nombre, el hotel es propiedad de Loews Hotels, al igual que el Loews Portofino Bay Hotel y no está afiliado a Hard Rock International. En 2001, se inauguró un nuevo hotel, Loews Royal Pacific Resort. 
En 2003, comenzaron a circular rumores de que una atracción temática de Harry Potter llegaría a Universal o uno de los parques de Disney. El 31 de mayo de 2007, Universal, en asociación con Warner Bros., anunció oficialmente que The Wizarding World of Harry Potter se agregaría a su parque Islands of Adventure. El 18 de junio de 2010, se inauguró The Wizarding World of Harry Potter, y se convirtió en la séptima "isla" en Universal's Islands of Adventure.
Poco después del éxito masivo de la gran inauguración del Mundo Mágico de Harry Potter - Hogsmeade, los rumores crecieron nuevamente, esta vez sobre una segunda área temática de Potter en Universal Studios Florida. Poco después se anunció que Universal comenzaría la construcción de The Wizarding World of Harry Potter - Diagon Alley, que reemplazó a Jaws: The Ride. El 8 de julio de 2014, Diagon Alley se abrió oficialmente.
Blackstone Group vendió su participación en Universal Orlando a principios de 2011.
En 2014 se inauguró el cuarto hotel de Universal Orlando Resort, Cabana Bay Beach Resort.
El 31 de diciembre de 2016 cerró el parque acuático Wet 'n Wild, para dar paso a un nuevo parque acuático temático el 25 de mayo de 2017: Universal's Volcano Bay.

## Atracciones

### Universal Studios Florida

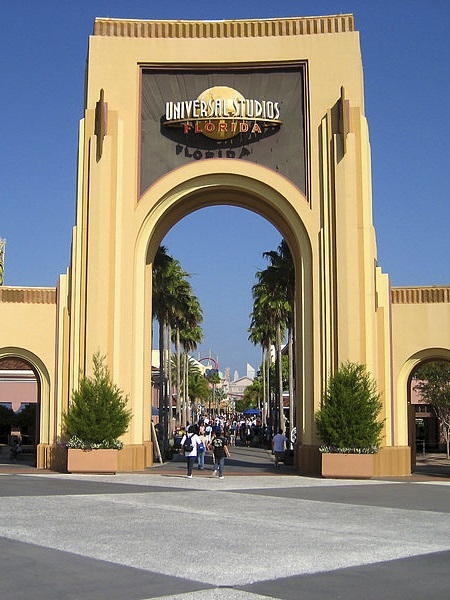
Entrada a Universal Studios Florida.

El parque temático original en el resort, Universal Studios Florida, se inauguró el 7 de junio de 1990. El parque está compuesto por áreas temáticas y atracciones basadas en la industria cinematográfica. Los visitantes obtienen cenas y compras temáticas, una variedad de eventos especiales durante todo el año e incluso pueden ver a un equipo de filmación real trabajando en los estudios ubicados en partes posteriores del parque
Los temáticas de Universal Studios Florida están dirigidos a hacer que los visitantes se sientan como si estuvieran en un set de filmación con juegos mecánicos, espectáculos y atracciones inspirados en producciones populares de cine, televisión y música. El parque consta de ocho áreas temáticas: Hollywood, Production Central, Nueva York, San Francisco, The Wizarding World of Harry Potter, Diagon Alley, World Expo, Springfield y Woody Woodpecker's Kidzone.

### Islands of Adventure

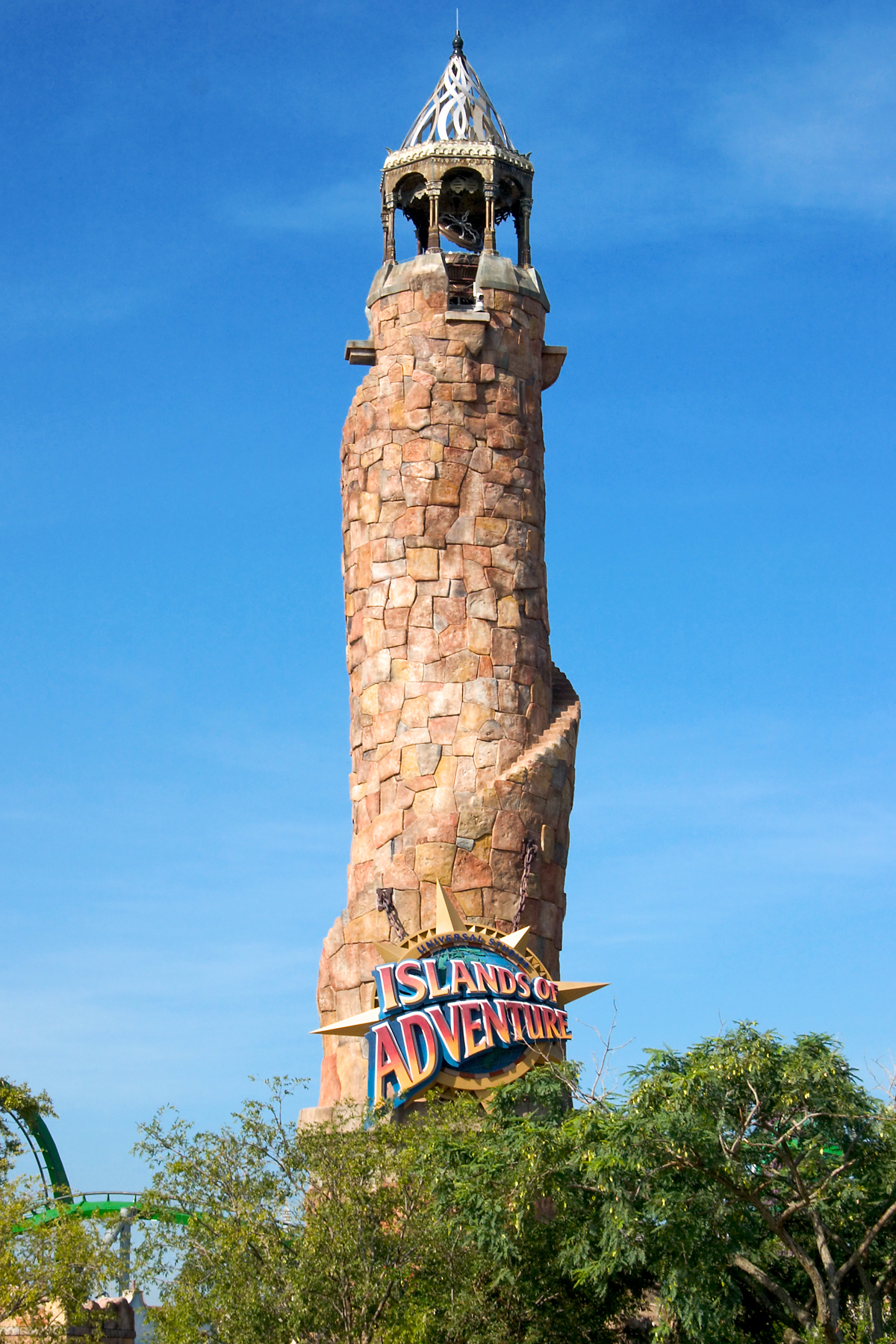
El faro de Pharos es el ícono de Islands of Adventure.

El segundo parque que abrió en el resort fue Universal's Islands of Adventure, inaugurado el 28 de mayo de 1999. Está compuesto por ocho "islas" distintas que tienen como tema diversas maneras de "vivir aventuras". Los visitantes comienzan en el Port of Entry (el puerto de entrada) y atraviesan las distintas islas: Marvel Super Hero Island, Toon Lagoon, Skull Island, Jurassic Park, The Wizarding World of Harry Potter - Hogsmeade, The Lost Continent y Seuss Landing. The Wizarding World of Harry Potter, basado en la popular franquicia de Harry Potter, así como Skull Island, basado en la película de 2005 King Kong, son las únicas islas que se agregaron después de la apertura del parque; Hogsmeade se abrió al público el 18 de junio de 2010 y Skull Island se abrió al público el 13 de julio de 2016.

### Volcano Bay
Volcano Bay es un parque acuático temático de 27 acres que se inauguró en 2017. Reemplazó a Wet 'n Wild, propiedad de Universal, como parque acuático del complejo. Wet 'n Wild fue fundado en 1977 por el fundador de SeaWorld, George Millay, como uno de los primeros parques acuáticos de relevancia. En 1998, Universal Parks & Resorts adquirió Wet 'n Wild y lo agregó a Universal Orlando. Al momento de su cierre, tenía dieciocho toboganes de agua y atracciones en el parque acuático. Las atracciones populares incluyen Storm, Bomb Bay, Disco H2O, Mach 5 y Surge.
Wet 'n Wild estaba ubicado en la intersección de International Drive y Universal Boulevard, aproximadamente a media milla al sur del estacionamiento de Universal Orlando. Wet 'n Wild cerró oficialmente el 31 de diciembre de 2016 debido a la apertura de Volcano Bay. El 21 de marzo de 2017 se anunció que el terreno que una vez ocupó Wet 'n Wild se transformaría en el séptimo hotel de Universal. Más tarde se supo que Universal dividiría la propiedad en dos hoteles, en lugar de un resort. 

### Universal's Epic Universe
El 1 de agosto de 2019, NBCUniversal anunció que estaba construyendo un tercer parque temático llamado Universal's Epic Universe. Se ubicará a unas pocos kilómetros al sur del complejo existente, dentro de un sitio más grande de 750 acres. Se rumorea que hay cinco tierras, incluido un eje central, y otras cuatro áreas temáticas de Cómo entrenar a tu dragón, uno de la franquicia Animales fantásticos, Universal Classic Monsters y Super Nintendo World. Se dijo que el proyecto crearía 14.000 puestos de trabajo. Brian Roberts, director ejecutivo de Comcast, dijo que Epic Universe era "la mayor inversión que hemos hecho en un parque".  El complejo también incluirá hoteles, restaurantes e instalaciones comerciales independientes.
En abril de 2020, NBCUniversal anunció que el parque se retrasaría hasta 2024 debido a la pandemia de COVID-19. En julio de 2020, NBCUniversal y Jeff Shall anunciaron que detendrían el desarrollo del nuevo parque temático "hasta que el futuro sea más seguro". En marzo de 2021 se reanudaron los trabajos.

### Universal CityWalk
Universal CityWalk Orlando es un distrito comercial y de entretenimiento que se inauguró el 28 de mayo de 1999, sobre el antiguo estacionamiento y la entrada como parte de la expansión que creó Universal Orlando Resort. Los huéspedes llegan a los parques en una de las dos estructuras de estacionamiento de varios pisos, luego viajan a través de aceras móviles cubiertas sobre la calle principal, Universal Boulevard hacia CityWalk. Desde allí, los huéspedes pueden acceder a uno de los parques temáticos.
Cuenta con tiendas, clubes nocturnos, restaurantes, mercadería de los parques y un cine Cinemark. Hay muchos clubes nocturnos en CityWalk, incluidos Groove, CityWalks's Rising Star (un club de karaoke con una banda en vivo), Red Coconut Club y Bob Marley-A Tribute to Freedom (tanto un club nocturno como un restaurante). Algunas ubicaciones notables son Cowfish, Hard Rock Cafe, Jimmy Buffett's Margaritaville, Bubba Gump Shrimp Company y Bigfire American Fare. Los lugares para cenar informales incluyen: Moe's Southwest Grill, Burger King Whopper Bar, Panda Express, Red Oven Pizza Bakery y Voodoo Donut.

### Hoteles
Universal Orlando cuenta con ocho hoteles oficiales, con un total de 9000 habitaciones. Todos se encuentran cercanos a los parques temáticos, y ofrecen a sus huéspdes servicio de transporte hacia los mismos.
- Loews Portofino Bay Hotel at Universal Orlando (inaugurado en septiembre de 1999, 750 habitaciones)
- Hard Rock Hotel at Universal Orlando (inaugurado el 19 de enero de 2001, 650 habitaciones)
- Loews Royal Pacific Resort at Universal Orlando (inaugurado el 1 de junio de 2002, 1000 habitaciones)
- Universal's Cabana Bay Beach Resort (inaugurado el 31 de marzo de 2014, 2200 habitaciones)
- Loews Sapphire Falls Resort at Universal Orlando (inaugurado el 7 de julio de 2016, 1000 habitaciones)
- Universal's Aventura Hotel (inaugurado el 16 de agosto de 2018, 600 habitaciones)
- Universal's Endless Summer Resort - Surfside Inn and Suites (inaugurado el 27 de junio de 2019, 750 habitaciones)
- Universal's Endless Summer Resort - Dockside Inn and Suites (inaugurado el 15 de diciembre de 2020, 2050 habitaciones)

### Eventos especiales
- Halloween Horror Nights: evento anual realizado entre septiembre y noviembre durante las noches, de temática Halloween, en los parques temáticos de Universal Studios.
- Rock the Universe: festival cristiano de música.
- Grad Bash y Gradventure: eventos enfocados en alumnos que se gradúan de la escuela secundaria y primaria respectivamente. Se realizan en los meses de abril y mayo.
- Universal's Holiday Parade featuring Macy's: se realiza en diciembre, cuando algunos de los globos usados en el Macy's Thanksgiving Day Parade se colocan en Universal Studios Florida, junto con las celebraciones de Navidad.
- Mardi Gras: Martes de Carnaval.

### Servicios especiales
- Universal Express: servicio de pase rápido. Se ofrece en el mismo parque y en los hoteles del mismo. Permite dar prioridad y adelantarse las filas utilizando en una línea separada para la atracción. Tiene costo adicional y no está disponible en todas las atracciones. No es un servicio de cola virtual.
- Universal Dining Plan - Quick Service. Anteriormente Universal Meal Deal, es el servicio de comida que permite comer en restaurantes seleccionados en los parques. La comida es limitada y los refrescos no están incluidos, pero pueden adquirirse con una Universal Souvenir Cup.
- Cena con personajes
- Blue Man Group: fue un espectáculo internacional que estaba en el teatro ubicado entre el Hard Rock Cafe y la entrada a Universal Studios,[12] donde estaba anteriormente Nickelodeon Studios. Fue anunciado el 5 de noviembre de 2006 para presentarse en el nuevo Sharp Aquos Theatre que se inauguró en 2007, con capacidad de 1000 espectadores.[13][14] El 1 de febrero de 2021, Blue Man Group anunció que dejaría Universal Orlando.[15]